# Viktor Elbling

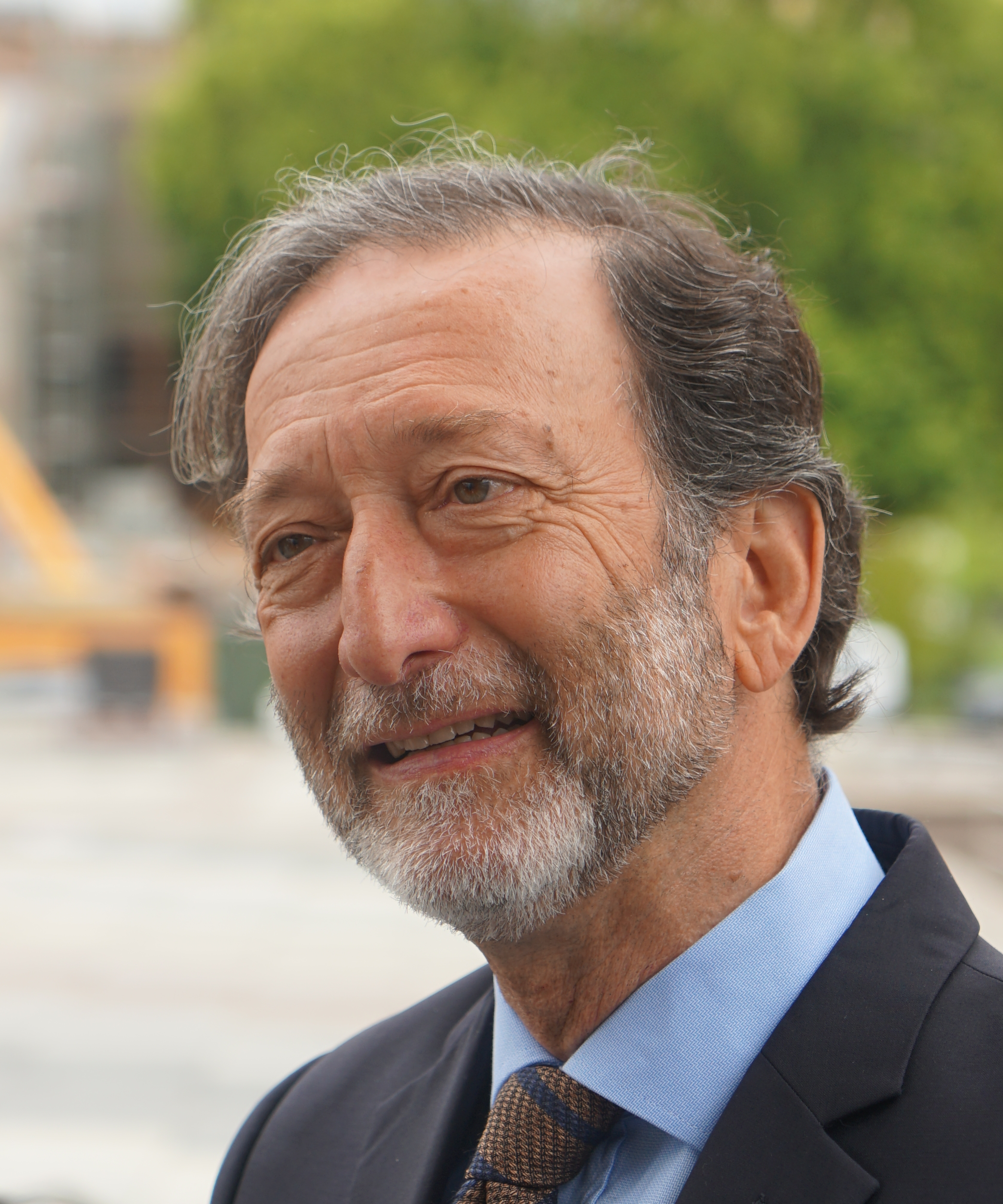
Viktor Elbling (2025)

Viktor Elbling (* 4. April 1959 in Karatschi) ist ein deutscher Diplomat im Ruhestand. Er war von 2014 bis 2018 Botschafter in Mexiko, von 2018 bis 2023 Botschafter in Italien und von 2023 bis 2025 Botschafter in Polen.

## Leben
Elbling ist Sohn einer Italienerin und absolvierte Teile seiner Schulausbildung in Forlì in der Emilia-Romagna und an der Deutschen Schule in Mailand. Nach dem Abitur an der Deutschen Schule Bilbao begann er 1978 ein Studium der Rechtswissenschaften an der Rheinischen Friedrich-Wilhelms-Universität Bonn, das er 1984 mit dem Ersten Juristischen Staatsexamen abschloss. Neben dem Rechtsreferendariat absolvierte er zwischen 1984 und 1987 auch ein postgraduales Studium der Politikwissenschaften sowie Romanistik und legte 1987 das Zweite Juristische Staatsexamen ab.
1988 begann Elbling den Vorbereitungsdienst für den höheren Auswärtigen Dienst und war nach dessen Abschluss zwischen 1989 und 1990 zunächst in der Zentrale des Auswärtigen Amtes in Bonn sowie anschließend von 1990 bis 1993 Referent für Politik an der Botschaft in Südkorea. Danach folgten verschiedene Verwendungen im Auswärtigen Amt, und zwar zunächst als Referent im Ministerbüro sowie zuletzt bis 1998 als Persönlicher Referent von Bundesminister Klaus Kinkel, ehe er zwischen 1998 und 1999 stellvertretender Leiter des Ministerbüros von Bundesaußenminister Joschka Fischer war.
Im Anschluss fungierte Elbling von 1999 bis 2003 als Leiter des Wirtschaftsdienstes an der Botschaft in Spanien, ehe er ins Auswärtige Amt zurückkehrte und zunächst zwischen 2003 und 2006 Leiter des Referates Internationale Wirtschafts- und Finanzpolitik sowie anschließend von 2006 bis 2010 Beauftragter für Globalisierung, Energie- und Klimapolitik war, ehe er schließlich zwischen 2010 und 2014 als Leiter der Abteilung für Wirtschaft und Nachhaltige Entwicklung des Auswärtigen Amtes fungierte.
Im August 2014 wurde Elbling als Nachfolger des in den Ruhestand getretenen Edmund Duckwitz Botschafter der Bundesrepublik Deutschland in Mexiko. Im September 2018 übernahm Elbling den Botschafterposten in Rom von Susanne Wasum-Rainer.
Ab Sommer 2023 war Elbling Botschafter der Bundesrepublik Deutschland in Polen. Anfang Juli 2025 trat er in den Ruhestand.